# Chang-Sat Bangkok Open 2011
Il Chang-Sat Bangkok Open 2011 è stato un torneo professionistico di tennis maschile giocato sul cemento. È stata la 3ª edizione del torneo, facente parte dell'ATP Challenger Tour nell'ambito dell'ATP Challenger Tour 2011. Si è giocato a Bangkok in Thailandia dal 29 agosto al 4 settembre 2011.

## Partecipanti

### Teste di serie
| Nazionalità | Giocatore           | Ranking* | Testa di serie |
| ----------- | ------------------- | -------- | -------------- |
| Sudafrica   | Rik De Voest        | 123      | 1              |
| Germania    | Rainer Schüttler    | 124      | 2              |
| Russia      | Tejmuraz Gabašvili  | 129      | 3              |
| Regno Unito | James Ward          | 139      | 4              |
| Germania    | Cedrik-Marcel Stebe | 152      | 5              |
| Russia      | Konstantin Kravčuk  | 159      | 6              |
| Giappone    | Yūichi Sugita       | 174      | 7              |
| Israele     | Amir Weintraub      | 196      | 8              |

- 1 Ranking al 22 agosto 2011.

### Altri partecipanti
Giocatori che hanno ricevuto una wild card:
- Kong Pop Lertchai
- Kirati Siributwong
- Peerakiat Siriluethaiwattana
- Kittipong Wachiramanowong

Giocatori che sono passati dalle qualificazioni:
- Érik Chvojka
- Riccardo Ghedin
- Gong Maoxin
- Li Zhe

## Campioni

### Singolare
Cedrik-Marcel Stebe ha battuto in finale  Amir Weintraub con il punteggio di 7–5, 6–1

### Doppio
Pierre-Ludovic Duclos /  Riccardo Ghedin hanno battuto in finale  Nicholas Monroe /  Ludovic Walter, 6–4, 6–4